# Chelonus capensis
Chelonus capensis är en stekelart som beskrevs av Cameron 1910. Chelonus capensis ingår i släktet Chelonus och familjen bracksteklar. Inga underarter finns listade i Catalogue of Life.